# Athosz-hegy
Az Athosz-hegy (görögül Όρος Άθως [Orosz Athosz]) egy hegy és félsziget a görögországi Makedóniában, az ország északi részében.
Nevezik Szent Hegynek is (görögül Άγιον Όρος [Agion Orosz], bizánci görög nyelven Άγιον Όρος [Hagion Orosz]. Az ókorban a félsziget neve Ακτή [Akté] volt.
Mintegy 1400-an élnek a félszigeten. A Szent-hegy az ortodox világ számára nagyon jelentős szimbólum.

## Földrajz
Az Athosz-hegy meredek, sűrű erdővel borított emelkedői 2033 méter magasságba nyúlnak fel.
A félsziget a nagyobb Halkidikí félsziget keleti nyúlványa, amely 7-12 kilométer széles és 60 kilométer hosszan nyúlik be ÉNy-DK irányban az Égei-tengerbe. Keletről a Trák-tenger, nyugatról a Szingitiki-öböl övezi. Területe 390 km².
A félsziget körüli tengerek a hajók számára veszélyesek. Ezt jól tudták már az ókorban is, különösen azután, hogy I. e. 492-ben itt semmisült meg a görögökre támadó perzsa hadsereg flottája egy viharban, az ókori források szerint mintegy húszezer ember halálát okozva.

## Politika
Az Athosz-hegy mintegy húsz ortodox egyház otthona, amelyek saját autonóm teokratikus köztársaságot alkotnak Görögországon belül, az Athosz-hegyi Köztársaságot. Az Athosz-hegyen csak 21 évet betöltött férfiak élhetnek, akik a Görög Keleti Egyház hivei. Nők nem léphetnek be a szerzetesi köztársaság területére. Az autonóm régió azon lakói, akik nem szerzetesek, az adminisztratív központban, Karüeszben élnek.
A kicsiny teokráciában a nőket kitiltó szigorú szabály azon a régi hagyományon alapul, hogy amikor Jézus Krisztus keresztre feszítése után  Szűz Mária a hajójával Ciprusra utazott, és onnan továbbindult, a hajója viharba került és letérve a tervezett útról, az Athosz hegynél ért partot. Máriának nagyon megtetszett a szépséges hely és arra kérte Istent, hogy adja neki a helyet, amit Isten azonnal megtett, attól a naptól kezdve az „Isten anyjának kertje” a szakrális hellyé vált Szent Hegy teljes területe. Ezért van az, hogy a nőket nem engedik be a szentnek tartott régióba. 1046-ban született az a IX. Kónsztantinosz bizánci császár által kiadott máig érvényes bulla, amely hivatalossá tette a nők, a gyermekek, a heréltek, de még nőstény állatoknak is a belépésének tilalmát a félszigetre. Szűz Mária az Athosz-hegy védelmezőjévé vált. Athos olyan terület volt, amely kiválóan alkalmas volt azok számára, akik gyakorolni akarták az aszkéta szerzetesi életet.

## Képek

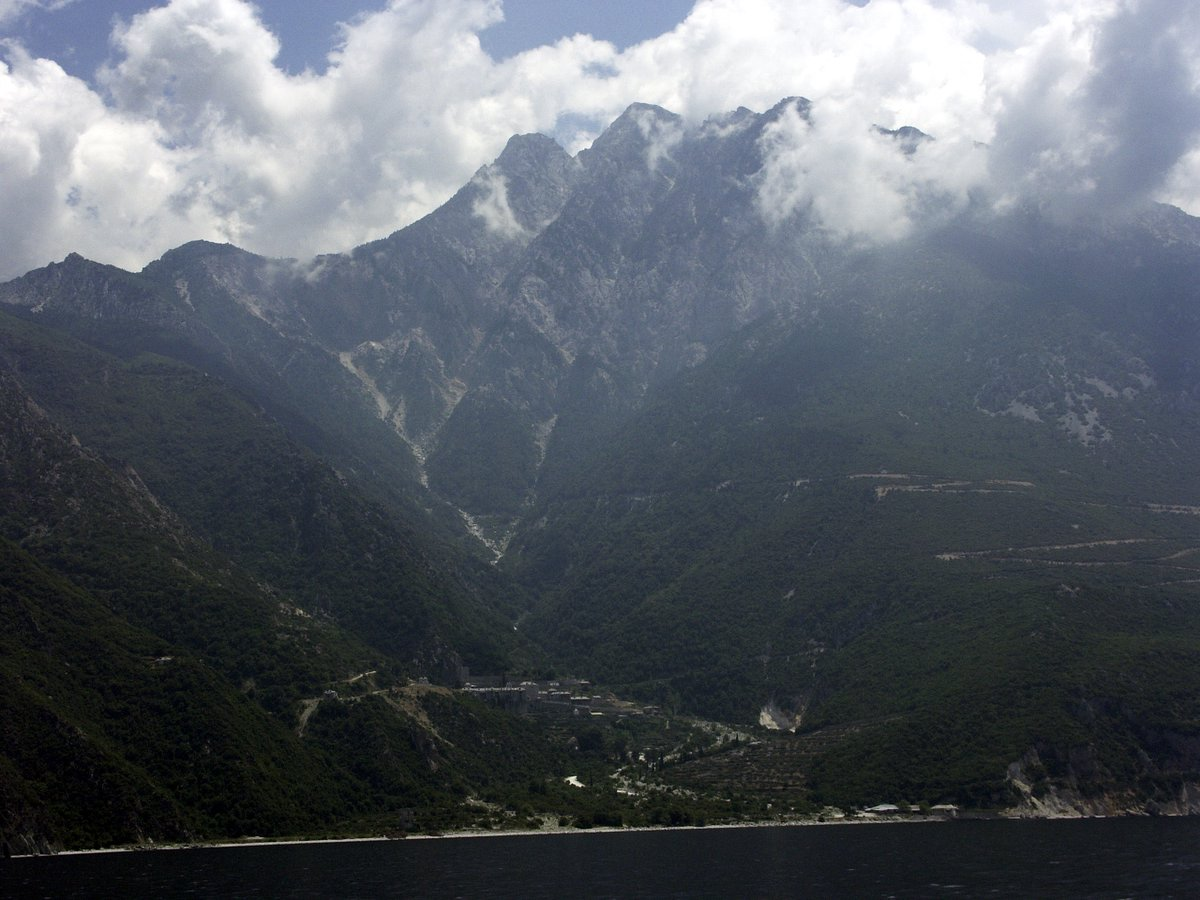
Az Athosz-hegy
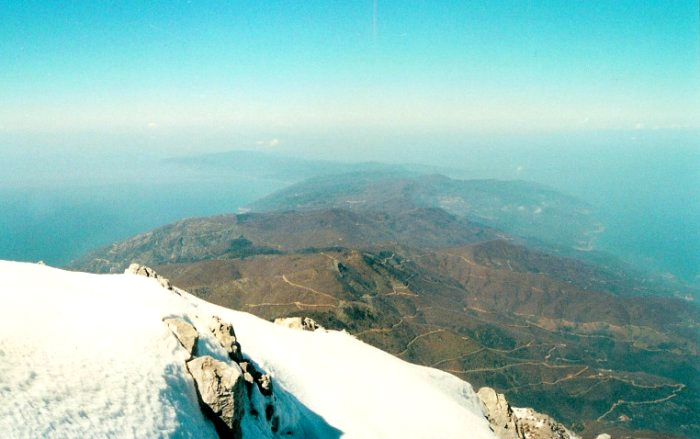
A félsziget panorámája a hegy tetejéről
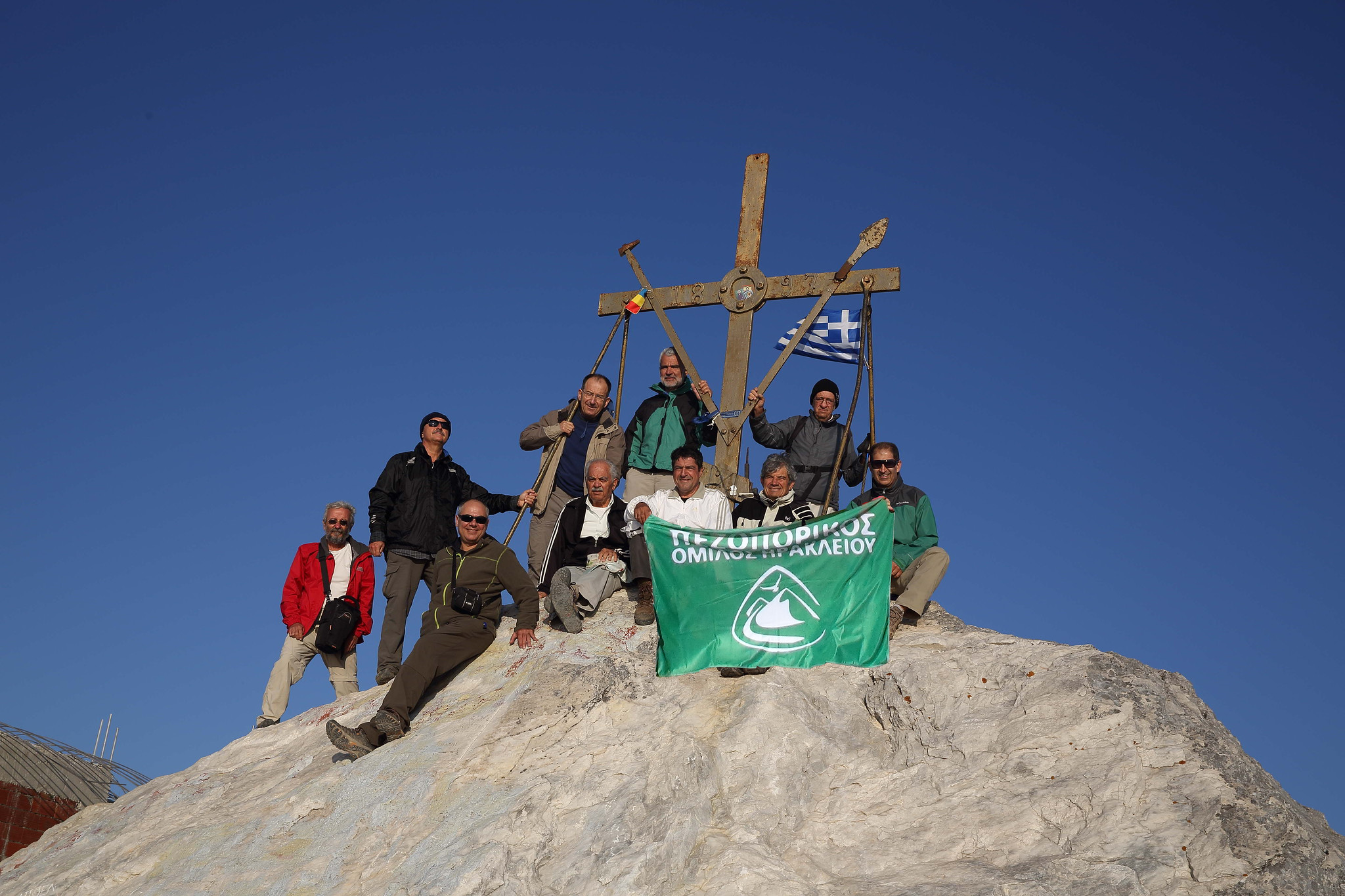
Zarándokok az Athos hegy 2033 méter magas csúcsán
3D animáció

## Lásd még
- Athosz-hegyi Köztársaság